# 石川成秀
石川 成秀（いしかわ なりひで、1886年〈明治19年〉7月16日 - 1958年〈昭和33年〉2月6日）は、大正から昭和期の宮内官、政治家、華族。貴族院子爵議員。位階は正三位。勲等は勲四等。

## 経歴
東京府出身。子爵・石川成徳の長男として生まれる。父の死去に伴い、1898年（明治31年）5月17日、子爵を襲爵した。1910年（明治43年）学習院高等科を卒業。同年、フランスに留学し、1912年（明治45年）3月に帰国した。
1913年（大正2年）7月、主猟官に就任。以後、式部官、大礼使典儀官などを務めた。
1925年（大正14年）7月10日、貴族院子爵議員に選出され、研究会に属して活動し、1932年（昭和7年）5月30日に辞職した。
1958年2月6日0時、三重県亀山市の自宅で心臓麻痺のため死去した。

## 親族
- 母 石川政子（真田幸教三女）[1]
- 妻 石川尚子（なおこ、前田利聲女）[1]
- 長男 石川成道[1]